# 趙鏞基
趙鏞基（韓語：조용기，1936年2月14日—2021年9月14日）是大韓民國基督教新教的牧師，他創立了韓國的五旬节派独立教会汝矣島純福音教會，離世前仍然是教會的負責人。汝矣島純福音教會現時已经拥有超過70万信徒，并获得吉尼斯世界纪录為世界最大的教會。

## 早年生活
1936年2月14日，他在庆尚南道蔚州郡三南邑橋東里出生。蔚州郡今日已成為蔚山廣域市的一部分。他的父母是赵Doo-chun（조두천）和金Bok-sun（김복순），是五个兄弟和四个姐妹中最大的一个。
他以优秀的成绩初中毕业，但因为他父亲的袜子和手套生意破产了，只好进入便宜的职业学校釜山工业高中。同时，他开始常去学校附近的一个美军基地，从他的士兵朋友那里学习英语。他是个聪明的学生，很快掌握了英语，成为美军基地指挥官和校长的翻译。
赵家原是佛教徒，17岁时他得了严重的肺结核，因为他妹妹的基督徒朋友的安慰而改信基督教。随后他有了一连串属灵经历，包括五旬节派的靈恩浸信會、信徒经历「說方言」(glossolalia)、他看见耶稣异象。相信神呼召他事奉，赵开始担任美国传福音者Ken Tize的翻译。1956年，他接受奖学金到首尔纯福音神学校研究神学。在那里他遇到了崔子实 (최자실)，他后来的岳母和亲密同工。他毕业于1958年3月。

## 大枣洞教堂
1958年5月18日，赵镛基在漢城恩平区大枣洞朋友崔子实家的客厅举行第一次礼拜。只有崔子实和她的三个孩子参加了礼拜，但这个教会迅速增长，很快达到50人。赵镛基传讲“三重祝福”的信息（灵、魂、体的祝福），靠圣灵治病，大受欢迎。赵和教会成员开始叩门邀请人去教堂，3年内信徒人数猛增到1000人，主日参加礼拜的600人。帐篷教会一再扩建。1961年，教会在西大门买地。
1961年1月，赵被大韩民国国军征召入伍。教会的扩张受到阻碍。他请美国传教士釜山的赫司顿（John Hurston）牧养他的会众。赵的军中生涯很短。几个月后，他就因脱肠动大手术从部队转役。

## 西大门教会
赵退伍后不顾疾病，再次担任牧师工作。1961年11月在西大门建成一个1500座位的会堂。1962年4月，趙鏞基被正式按立為牧師，5月份教會名字改為「純福音中央教會」。教会迅速成长，1964年达到3万人。1965年3月1日，他和崔子实的女儿金圣惠 (김성혜)结婚，同时赵继续努力工作，1965年带进复兴。认识到工作不能只由一个人承担，赵将首尔分为20个小组，开始训练小组长，每周带领礼拜和在家中研读圣经。鼓励小组长邀请非基督徒邻居参加，学习基督教。要求每个区域小组长训练助手，小组达到一定人数时，助手就可以带领一半老信徒去成立新的小组。 
实行小组使教会成员的繁增取得惊人乐观的成功。1968年，教会人数达到8万；加上每周小组聚会，教会举行三场主日礼拜。赵决定在首尔汉江中的汝矣岛购买一个较大的产业。虽然那时汝矣岛还是小小荒岛，但赵看中这裡的发展潜力。首尔代理市长决定发展该岛，许多政府机构和公司计划搬到那裡，该岛成了理想的中心地点。

## 汝矣岛教会
汝矣岛教会尽管受到经济问题的耽延，但1973年，新的1万座位的圣殿完工了。1973年9月23日举行第一次礼拜。同年，建立祷告院。1982年建起容纳1万人的新圣殿，现在每年有超过1百万人访问祷告院，包括1万外国朝圣者。教会继续飞速增长；1984年人数达到40万，1992年达到70万人。1990年代，赵决定建立支圣殿。2000年-2010年的十年目标是建立5000个教会和500个与祷告院类似的祷告处。
他有三个成年儿子。希济

## 宽广的事奉
1976年11月，赵建立国际教会成长研究院（C.G.I.），投身于教导福音原理和全世界教会牧师成长。1986年1月，他发起建立以琳福祉城，为无家可归和失业的的老人、青年人。失业者接受训练并得到四个工作机会。同年3月，他建立韩世大学。他从1992年9月- 2000年8月是世界神召会协会主席，从1998年11月还是韩国基督徒领袖协会主席。从1999年2月起还是慈善组织善人主席。2000年3月，創立「趙鏞基佈道會」(DCEM)積極投身國際宣教事工。
除了母语朝鲜语，赵流利使用英语、日语、汉语普通话。